# Tallgråticka
Tallgråticka (Boletopsis grisea) är en svampart som först beskrevs av Peck, och fick sitt nu gällande namn av Bondartsev & Singer 1941. Tallgråticka ingår i släktet Boletopsis och familjen Bankeraceae.  Arten är reproducerande i Sverige. Inga underarter finns listade i Catalogue of Life.